# Borgerbevægelsen Demokratisk Aktion
Borgerbevægelsen Demokratisk Aktion (pl. Ruch Obywatelski Akcja Demokratyczna, forkortet ROAD) var et polsk politisk parti, der eksisterede 1990–1991. Det blev stiftet på baggrund af splittelse i den Borgerlige Parlamentariske Klub (OKP) og samlede den liberale fløj derfra. I 1991 blev ROAD en del af den Demokratiske Union (UD).

## Historie
I begyndelsen af 1990 opstod en åben konflikt mellem den liberale og konservative fløj inden for OKP, en gruppering der bestod af Sejmmedlemmer fra Borgerkomitéen Solidarność (KOS). Lech Wałęsa, der opmuntrede til konflikten, navngav den krigen på toppen (wojna na górze).
12. maj 1990 dannede den konservative fraktion ledet af Jarosław Kaczyński partiet Centrumalliancen (PC), der havde til hensigt at støtte Wałęsa i det kommende præsidentvalg. Den liberale fraktion, der foretrak daværende premierminister Tadeusz Mazowiecki som præsident, dannede som svar herpå ROAD.
16. juli 1990 i Warszawa blev ROAD's stiftelseserklæring underskrevet, og ved samme lejlighed valgtes Zbigniew Bujak og Władysław Frasyniuk til såkaldte ”landsfuldmægtige” for partiet.
Få uger før ROAD's stiftelse var en konservativ fraktion fra Solidarność-lejren med Aleksander Hall i spidsen brudt ud og havde stiftet partiet den Demokratiske Højrefløjs Forum (FPD). Ved præsidentvalget i november-december 1990, støttede både ROAD og FPD Mazowiecki. Premierministeren led dog nederlag allerede i første valgrunde, hvor han kun opnåede 18 % af stemmerne. Efter megen intern diskussion indgik ROAD i maj 1991 sammen med FPD og andre, der havde støttet Mazowiecki i den Demokratiske Union. Ikke alle partiets medlemmer var tilfredse med denne beslutning, da nogle ønskede en mere socialdemokratisk linje, blandt disse var medstifteren Zbiegniew Bujak, der som følge dannede den Demokratisk-Sociale Bevægelse (RDS).

## Fremtrædende medlemmer
- Jacek Kuroń
- Barbara Labuda
- Bronisław Geremek
- Marek Edelman
- Adam Michnik

## Fodnoter
1. ↑  "Unia Wolności – Kalendarium". Arkiveret fra originalen 27. september 2007. Hentet 29. maj 2007.